# Dromiceiomimus
Dromiceiomimus ("imitador d'emú) fou un dinosaure bípede que visque al Cretaci superior, fa entre 80 i 65 milions d'anys. Feia uns 3,6 metres de longitud i pesava entre 100 i 150 kg. El fèmur feia 467 mm de longitud. Comparant amb altres dinosaures tenia una esquena curta i llargues potes anteriors.